# Gerhard Frommel

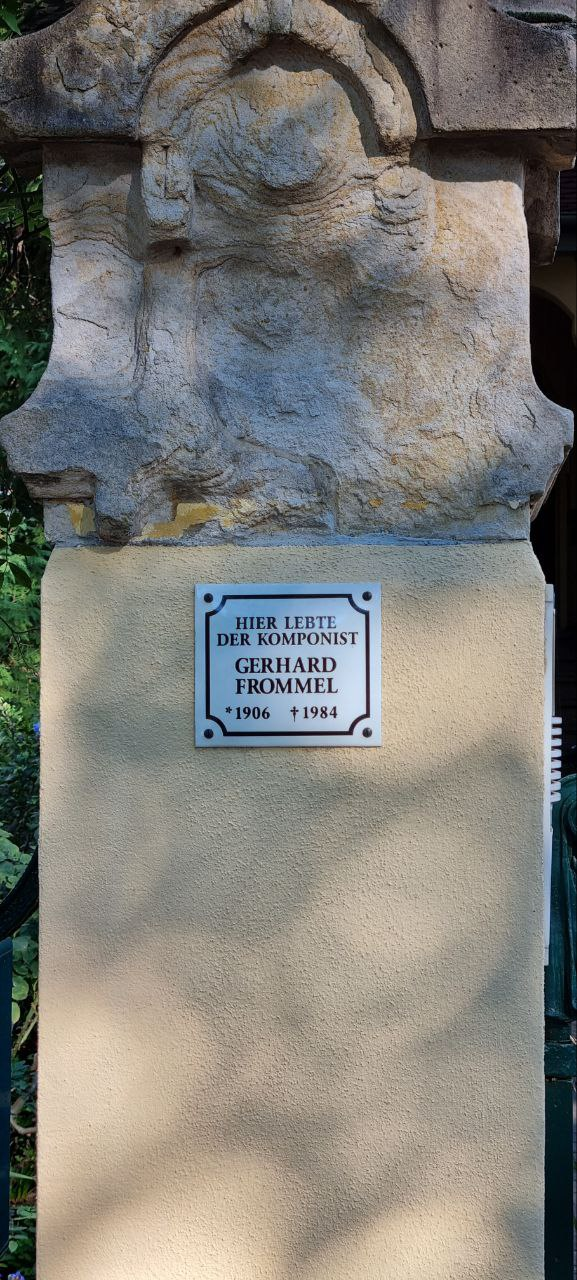
Gedenktafel für Frommel

Gerhard Frommel (* 7. August 1906 in Karlsruhe; † 22. Juni 1984 in Filderstadt) war ein deutscher Komponist, Musikpädagoge und Musikschriftsteller.

## Leben
Zu Gerhard Frommels Vorfahren gehören der Komponist Nicolaus Bruhns, der Kupferstecher Carl Ludwig Frommel und der Berliner Oberhofprediger Emil Frommel. Der Theologe und Dichter Otto Frommel war sein Vater, der Präsident der badischen Landeskirche Albert Helbing sein Großvater. Gerhard Frommel wuchs in Heidelberg auf und erlernte früh das Geigen- und Klavierspiel. Durch seinen älteren Bruder Wolfgang Frommel kam er mit der Gedankenwelt von Stefan George in Berührung. Bereits 1922 begann Gerhard Frommel ein Tonsatz- und Kompositionsstudium bei Hermann Grabner in Heidelberg, das er 1924–26 am Leipziger Konservatorium fortsetzte. 1926–29 war er Meisterschüler von Hans Pfitzner an der Preußischen Akademie der Künste. Parallel studierte er Dirigieren bei Karl Böhm und Klavier bei Sigfrid Grundeis. 1929 legte er das Kompositions- und Theorielehrerexamen ab.
Von 1929 bis 1932 unterrichtete Gerhard Frommel an der Folkwang-Hochschule Essen, ab Sommer 1933 am Hoch’schen Konservatorium in Frankfurt am Main. Nach der „Machtergreifung“ der Nationalsozialisten trat er zum 1. Mai 1933 der NSDAP bei (Mitgliedsnummer 3.141.599). 1935 war er Mitbegründer des Frankfurter Arbeitskreises für neue Musik, wobei er auch Werke offiziell „unerwünschter“ Komponisten wie Igor Strawinsky und Béla Bartók sowie des als „Halbjude“ diskriminierten Günter Raphael vorstellte. 1937 publizierte er die Schrift Neue Klassik in der Musik, wofür er 1938 in der Ausstellung Entartete Musik in der Gruppe Theoretiker der atonalen Musik angeprangert wurde. In seiner Eröffnungsansprache betonte Hans Severus Ziegler jedoch ausdrücklich in Bezug auf die genannten deutschen Komponisten, die Ausstellung wolle „keine Existenz vernichten, sondern nur zur Besinnung aufrufen“. Nach anderen Quellen protestierten Frommels Hochschulrektor Hermann Reutter, der selbst in der Ausstellung angeprangert wurde und andere und konnten die Entfernung von Frommels Schrift aus der Ausstellung erreichen. Die Anprangerung schadete Frommel tatsächlich nicht, denn seine Werke wurden weiterhin aufgeführt.
Nach dem Beginn des Zweiten Weltkriegs wurde Gerhard Frommel zur Wehrmacht einberufen und nahm 1940 am Frankreichfeldzug teil. Seine Kriegserlebnisse führten ihn zu einer erneuten Beschäftigung mit Baudelaire und dem Komponisten Fauré, was bald darauf in seiner 3. Klaviersonate und den Baudelaire-Liedern op. 16 zum Ausdruck kam. Im August 1940 wurde Frommel aus der Wehrmacht entlassen, aber schon im Herbst 1941 wieder eingezogen und an die Heeresmusikschule in Frankfurt überstellt. Hier unterrichtete er Tonsatz und schrieb verschiedene Kompositionen für Militärmusiker. Neben einem Holzbläseroktett (Suite op. 18) und einem Concertino für Blechbläserensemble entstanden so zwei Werke für Blasorchester und Chor nach Texten von Otto Frommel, eine kurze Hymne (Feierliche Bläsermusik) und eine umfangreichere Feierliche Musik, die in einem Großkonzert der Heeresmusikschule Frankfurt am Main, gefördert von der Kreispropagandaleitung der NSDAP, uraufgeführt und in der Zeitschrift Die Musik positiv rezensiert wurde: „die mit machtvollem Aufgebot von Orgel, Chor und Orchester mit sinfonischen Mitteln in einem zündenden Siegeshymnus ausklingt…“. Während Gerhard Frommel die Hymne später verwarf, fand die Feierliche Musik in einer rein instrumentalen Fassung als Symphonische Bläsermusik op. 19 Eingang in sein Werkverzeichnis.
Seinen größten Erfolg hatte Frommel, als Wilhelm Furtwängler am 8. November 1942 in einem Konzert der Berliner Philharmoniker Frommels Sinfonie in E-Dur, op. 13 zur Uraufführung brachte.
In der Endphase des Zweiten Weltkriegs wurde er, nicht zuletzt auf Empfehlung des ehemaligen Musikreferenten des Oberkommandos der Wehrmacht und späteren Leiters der Heeresmusikschule Frankfurt, Ernst-Lothar von Knorr im August 1944 in die von Adolf Hitler genehmigte Gottbegnadeten-Liste aufgenommen, was ihn von einem Fronteinsatz, auch an der Heimatfront bewahrte.
Ab 1945 war Frommel Kompositionslehrer an den Hochschulen in Trossingen und Heidelberg, ab 1956 an der Musikhochschule Stuttgart und im Rahmen einer Professur schließlich von 1960 bis 1971 an der Musikhochschule in Frankfurt am Main. Zu seinen Schülern gehören Hugo Puetter, Helmut Sadler, Anton Biersack, Hermann Schäfer und Sigrid Ernst. Ab Ende der 1950er Jahre war er auch Vorsitzender der Sektion Baden-Württemberg des Deutschen Komponistenverbandes, Delegierter im Rundfunkrat des Süddeutschen Rundfunks und Dirigent des Stuttgarter Orchestervereins. Parallel zu seinem kompositorischen Schaffen publizierte er Aufsätze über Bellini, Wagner, Bruckner, Fauré, Puccini und die klassizistische Periode von Igor Strawinsky.
Frommel war seit 1929 mit Gertrud Neuhaus (1906–2001) verheiratet. Das Ehepaar lebte ab 1945 in Heidelberg und hatte drei Kinder: Christoph Luitpold (* 1933), Melchior (* 1937) und Veronika (* 1944).

## Verhältnis zum NS-Staat
Frommels Rolle in der Zeit des Nationalsozialismus wird in der Literatur unterschiedlich bewertet.
Wolfgang Osthoff schrieb dazu: „1933 wurde auch Gerhard Frommel […] durch die ‚nationale Welle" erfasst.“ Laut Osthoff revidierte Frommel seine Einstellung nach den Morden von 1934 und einem Besuch der Schweiz, wo er 1935 „zum ersten Male über die Zustände in den deutschen Konzentrationslagern Näheres erfuhr“ (G. Frommel). Osthoff: „Danach hat er die Ablehnung des Regimes insbesondere auch im pädagogischen Bereich nachdrücklich vertreten.“
Fred K. Prieberg und Ernst Klee dagegen, die sich hauptsächlich auf Quellen aus der NS-Zeit stützen, kommen zu anderen Ergebnissen als die auf Frommels eigenen Aussagen beruhende Ansicht Osthoffs.

## Musikalische Einordnung
Frommels Musik wurzelt in der klassisch-romantischen Tradition. Durch den Einfluss Igor Strawinsky (Oedipus Rex) wurde sie in Thematik, Harmonik und Rhythmik verschärft. Frommel setzte sich als Komponist vor allem vor 1945 in der Zeit des Nationalsozialismus durch, als Hans Pfitzner 1934 Frommels Orchestervariationen (op. 7) aufführte und Wilhelm Furtwängler 1942 die Uraufführung von Frommels 1. Symphonie leitete. In den nach 1950 komponierten Klaviersonaten (Nr. 5–7) entwickelte Frommel eine differenzierte, dissonanzenreiche Harmonik, die ihn zur Revision früherer Werke veranlasste.
Frommel, der zeitlebens tonale Werke schrieb, konnte sich seit den 1950er Jahren nicht mehr als Komponist durchsetzen. Seine 1962 vollendete Oper Der Technokrat auf ein Libretto von Dieter Wyss wurde bis heute nicht uraufgeführt. 1962 gab Frommel das Komponieren – mit Ausnahme seiner siebten Klaviersonate aus dem Jahr 1970 – auf. Er begründete seinen Entschluss mit folgenden Worten „Lieber verstumme ich, als mich einem mir nicht gemäßen Zug der Zeit anzupassen“.

## Werke (Auswahl)
Das Gesamtwerk befindet sich in der Bayerischen Staatsbibliothek München.
(Werke ohne Verlagshinweis sind Manuskripte)

### Bühnenwerke
- Der Gott und die Bajadere (op. 12; 1936). Ballett (Schott)
- Begegnung in der Eisenbahn (1952). Szene aus dem Alltag für Sopran, Tenor, Kammerchor und 8 Instrumente. Libretto: D. Wyss (Neu)
- Der Mond auf der Gardine (1956/57). Ballet chanté. Libretto: Dieter Wyss
- Der Technokrat (1957/62). Oper. Libretto: Dieter Wyss

### Chorwerke
- Herbstfeier (op. 8; 1932/33). Kantate für Chor und Orchester. Text: Ludwig Derleth (SMV)
- Missa in e (1948) für 4-stimmigen gemischten Chor a cappella (SMV)
- Zwei Chöre a cappella (1951). Texte: Otto Frommel

### Lieder
(2-bändige Gesamtausgabe: Süddeutscher Musikverlag [Bärenreiter], 2004/2008)
- Amorosissima (1924) für Singstimme und Klavier. Text: Friedrich Nietzsche
- Neun Lieder (op. 1; 1925, revidiert und erweitert 1970) für Singstimme und Kammerorchester. Texte: Stefan George, aus Sänge eines fahrenden spielmanns. UA 20. Oktober 1927 Berlin (Cida Lau; Berliner Symphonieorchester, Dirigent: Hans Pfitzner)
- Tag-Gesang I-III (op. 3; 1929) für tiefe Singstimme und Klavier. Texte: Stefan George, aus Der teppich des lebens. UA 1957 Tübingen (Barry McDaniel [Bariton], Hermann Reutter [Klavier])
- Lieder der Stille (op. 4; 1928/29) für tiefe Singstimme und Klavier. Texte: Stefan George, Charles Baudelaire
- Vier Gesänge (op. 5; 1929) für tiefe Singstimme und Klavier. Texte: Stefan George
- Vier Gesänge (op. 16; 1941) für Singstimme und Klavier. Texte: Stefan George (nach Charles Baudelaire)
- 3 Lieder (1949/53) für tiefe Stimme und Klavier. Texte: Rainer Maria Rilke, Stefan George, Otto Frommel

### Orchesterwerke
- Variationen über ein eigenes Thema (op. 7; 1931) (Ries & Erler)
- Konzert h-Moll (op. 9; 1934, revidiert 1964) für Klavier, Klarinette und Streichorchester (Ries & Erler)
- Suite (op. 11; 1935) für kleines Orchester (Schott)
- Symphonie Nr. 1 E-Dur (op. 13; 1937/39) (Schott)
- Symphonisches Vorspiel (op. 23; 1943) (Schott)
- Symphonie Nr. 2 g-Moll (op. 25; 1944/48) (Süddeutscher Musikverlag [Bärenreiter])
- Rhapsodische Streichermusik (op. 26; 1945/46) (Süddeutscher Musikverlag [Bärenreiter])
- Konzertstück (op. 25 [recte 27]; 1945) für Violine und Streichorchester (oder Akkordeonorchester) (Süddeutscher Musikverlag [Bärenreiter])
- Sinfonietta D-Dur (op. 29; 1946) (Süddeutscher Musikverlag [Bärenreiter])
- 9 Klavierfugen von Anton Reicha. Bearbeitung für Streichorchester (1950) (Süddeutscher Musikverlag [Bärenreiter])

### Musik für Bläser
- Suite C-Dur (op. 18; 1942) für 8 Bläser (Süddeutscher Musikverlag [Bärenreiter])
- Symphonische Bläsermusik (op. 19; 1943)
- Concertino (op. 24; 1944) für Posaune und 6 Bläser

### Kammermusik
- Sonate d-moll (1926/27) für Violine und Klavier
- Streichquartett (1929)
- 3 Stücke (1942/45) für Violine und Klavier
- Movimento (1945) für Viola und Violoncello (Amadeus Winterthur)
- Sonate Nr. 1 G-Dur (op. 30; 1947, revidiert 1964) für Violine und Klavier (Süddeutscher Musikverlag [Bärenreiter])
- Sonate Nr. 2 a-moll (op. 32; 1950, revidiert 1971) für Violine und Klavier (Süddeutscher Musikverlag [Bärenreiter])
- Trio c-moll (1958) für Klarinette, Englischhorn und Fagott

### Musik für Tasteninstrumente
- Klaviersonate Nr. 1 fis-Moll (op. 6; 1930, revidiert 1975). Süddeutscher Musikverlag, Heidelberg. Uraufführung 1934 in Heidelberg durch Rudolf Müller-Chappuis.
- Klavierbuch für Hans Christian (1931, revidiert 1971)
- Klaviersonate Nr. 2 F-Dur (op. 10; 1935) (Schott)
- Caprichos (op. 14; 1940) (Schott)
- Klaviersonate Nr. 3 E-Dur (op. 15; 1940, revidiert 1962) (Süddeutscher Musikverlag [Bärenreiter])
- 12 Konzertstücke (op. 17; 1942, revidiert bis 1975) (Tonger)
- Impromptu c-moll (1942) für Klavier 4-händig
- Klaviersonate Nr. 4 F-Dur (op. 21; 1943) (Süddeutscher Musikverlag [Bärenreiter])
- Klaviersonate Nr. 5 Es-Dur (1951, revidiert bis 1976) (Süddeutscher Musikverlag [Bärenreiter])
- 5 Bagatellen (1952, revidiert bis 1975)
- 2 Stücke für Orgel (1953, revidiert bis 1975)
- Klaviersonate Nr. 6 B-Dur (1956/57, revidiert bis 1975) (Süddeutscher Musikverlag [Bärenreiter])
- Klaviersonate Nr. 7 C-Dur (1966/70) (Süddeutscher Musikverlag [Bärenreiter])

### Schriften
- Neue Klassik in der Musik. Darmstadt 1937
- Tradition und Originalität. Schriften, hrsg. von M. Albrecht. Peter Lang, Frankfurt 1988